# Liam Messam

a Compétitions nationales et continentales officielles uniquement.

b Matchs officiels uniquement.
Dernière mise à jour le 19 mars 2024.
Liam Justin Messam, né le 25 mars 1984 à Blenheim dans l'État de Marlborough (Nouvelle-Zélande), est un joueur international néo-zélandais de rugby à XV et également international à sept. Il évolue principalement au poste de troisième ligne aile. Il est maori d'origine comme certains joueurs néo-zélandais.

## Carrière
Liam Messam a su, dès ses débuts avec la province de Waikato, mettre à profit ses qualités d'athlète et de pratiquant du rugby à sept. Il est l'un des avants inscrivant le plus grand nombre d'essais depuis ses premiers pas en Air New Zealand Cup, en témoignent ses 15 essais lors de la victoire de Waikato lors de l'édition 2006. Il débute avec les Chiefs en 2006 et participe à toutes les rencontres des tournois 2007 et 2008.
Finaliste du Super 14 2009, il s'incline en finale face aux Bulls à Pretoria. Il est considéré comme l'un des cadres de l'équipe avec Mils Muliaina et Sitiveni Sivivatu.
En 2010, les Chiefs terminant onzième de la phase régulière du Super 14, il loupe les phases finales de la compétition.
Messam s'est tout d'abord illustré avec l'équipe nationale à sept pour laquelle il a été nommé capitaine lors des saisons 2004 et 2005. Il remporte également avec cette même équipe la médaille d'or aux Jeux du Commonwealth 2006 de Melbourne. Avec les Māoris de Nouvelle-Zélande il remporte les éditions 2008 et 2009 de la Pacific Nations Cup ainsi que la Churchill Cup 2006.
Il est sélectionné par Graham Henry pour la première fois avec les All Blacks lors de la tournée d'automne 2008 et joue son premier match face à l'Écosse à Murrayfield.
En 2009, il marque un essai face à la France.
En 2010, il joue pour les Māoris de Nouvelle-Zélande en amical face aux Irlandais et aux Anglais. Il est ensuite rappelé par Graham Henry pour le Tri-nations 2010 à la suite de ses bonnes performances avec les Māoris néo-zélandais.
Lors de la tournée d'automne 2013 des All Blacks en Europe, c'est à lui que revient la charge de mener le haka de son équipe avant les matchs, après les hymnes.
Il est retenu dans le groupe de la Nouvelle-Zélande pour participer à la Coupe du Monde 2015 se disputant en Angleterre,.
Le 19 janvier 2018, il s'engage pour deux saisons avec le Rugby club toulonnais, à partir de la saison 2018-2019.

## Palmarès

### En province
- Vainqueur du National Provincial Championship en 2006 avec Waikato.

### En franchise
- Finaliste du Super 14 en 2009 avec les Chiefs.
- Vainqueur Super Rugby en 2012 et 2013 avec les Chiefs.
- Finaliste du Super Rugby Aotearoa en 2021 avec les Chiefs.

### International
- Vainqueur du Tri-Nations/Rugby Championship en 2010, 2012, 2013 et 2014 avec l'équipe de Nouvelle-Zélande.
- Vainqueur de la Coupe du monde en 2015 avec l'équipe de Nouvelle-Zélande.

- Vainqueur de la Pacific Nations Cup en 2008 et 2009 avec les Māoris de Nouvelle-Zélande.

- Victoire de la Churchill Cup en 2006 avec les Māoris de Nouvelle-Zélande.
- Médaille d'or aux Jeux du Commonwealth de 2006 avec l'équipe de Nouvelle-Zélande de rugby à sept.
- Victoire en IRB Sevens World Series: 2003, 2004 (cap), 2005 (cap) avec l'équipe de Nouvelle-Zélande de rugby à sept.

## Statistiques
Liam Messam compte 43 sélections depuis sa première sélection avec les All-Blacks le 8 novembre 2008, inscrivant 30 points, soit 6 essais. Avec les Kiwis, il dispute une Coupe du monde en 2015. Il participe à deux éditions du Tri-nations en 2010, 2011 et à quatre éditions du The Rugby Championship en 2012, 2013, 2014 et 2015.